# A Giro d’Italia győzteseinek listája
A Giro d’Italia győzteseinek listája azokat a professzionális kerékpárosokat sorolja fel, akik 1909-től a Giro nyertesei. 1915 és 1918 között, illetve 1941 és 1945 között nem rendeztek Giro d’Italia-t az első és a második világháború miatt.

## Dobogósok
Az összetett verseny nyertese az leggyorsabb versenyző. A kerékpárversenyek küzdelmében a dobogósok rendkívül nagy tekintéllyel rendelkeznek.
- A győztes versenyző jutalma a  Rózsaszín trikó (maglia rosa). A trikó színe a versenyt létrehozó olasz sportújságtól, a La Gazzetta dello Sport-tól ered, mivel lapjai rózsaszínűek.[1] Először 1931-ben viselték, elsőként Learco Guerra, azóta a Giro jelképévé vált.

| Giro                                            | Év   | Győztes                      | Második helyezett        | Harmadik helyezett       |
| ----------------------------------------------- | ---- | ---------------------------- | ------------------------ | ------------------------ |
| 1.                                              | 1909 | Luigi Ganna                  | Carlo Galetti            | Giovanni Rossignoli      |
| 2.                                              | 1910 | Carlo Galetti                | Eberardo Pavesi          | Luigi Ganna              |
| 3.                                              | 1911 | Carlo Galetti (2)            | Giovanni Rossignoli      | Giovanni Gerbi           |
| 4.                                              | 1912 | Atala – (csak csapatverseny) | Peugeot                  | Gerbi                    |
| 5.                                              | 1913 | Carlo Oriani                 | Eberardo Pavesi          | Giuseppe Azzini          |
| 6.                                              | 1914 | Alfonso Calzolari            | Pierino Albini           | Luigi Lucotti            |
| 1915–1918: Az Első világháború miatt elmaradt   |      |                              |                          |                          |
| 7.                                              | 1919 | Costante Girardengo          | Gaetano Belloni          | Marcel Buysse            |
| 8.                                              | 1920 | Gaetano Belloni              | Angelo Gremo             | Jean Alavoine            |
| 9.                                              | 1921 | Giovanni Brunero             | Gaetano Belloni          | Bartolomeo Aymo          |
| 10.                                             | 1922 | Giovanni Brunero (2)         | Bartolomeo Aymo          | Giuseppe Enrici          |
| 11.                                             | 1923 | Costante Girardengo (2)      | Giovanni Brunero         | Bartolomeo Aymo          |
| 12.                                             | 1924 | Giuseppe Enrici              | Federico Gay             | Angiolo Gabrielli        |
| 13.                                             | 1925 | Alfredo Binda                | Costante Girardengo      | Giovanni Brunero         |
| 14.                                             | 1926 | Giovanni Brunero (3)         | Alfredo Binda            | Arturo Bresciani         |
| 15.                                             | 1927 | Alfredo Binda (2)            | Giovanni Brunero         | Antonio Negrini          |
| 16.                                             | 1928 | Alfredo Binda (3)            | Giuseppe Pancera         | Bartolomeo Aymo          |
| 17.                                             | 1929 | Alfredo Binda (4)            | Giovanni Brunero         | Leonida Frascarelli      |
| 18.                                             | 1930 | Luigi Marchisio              | Luigi Giacobbe           | Allegro Grandi           |
| 19.                                             | 1931 | Francesco Camusso            | Luigi Giacobbe           | Luigi Marchisio          |
| 20.                                             | 1932 | Antonio Pesenti              | Jef Demuysere            | Remo Bertoni             |
| 21.                                             | 1933 | Alfredo Binda (5)            | Jef Demuysere            | Domenico Piemontesi      |
| 22.                                             | 1934 | Learco Guerra                | Francesco Camusso        | Giovanni Cazzulani       |
| 23.                                             | 1935 | Vasco Bergamaschi            | Giuseppe Martano         | Giuseppe Olmo            |
| 24.                                             | 1936 | Gino Bartali                 | Giuseppe Olmo            | Severino Canavesi        |
| 25.                                             | 1937 | Gino Bartali (2)             | Giovanni Valetti         | Enrico Mollo             |
| 26.                                             | 1938 | Giovanni Valetti             | Ezio Cecchi              | Severino Canavesi        |
| 27.                                             | 1939 | Giovanni Valetti (2)         | Gino Bartali             | Mario Vicini             |
| 28.                                             | 1940 | Fausto Coppi                 | Enrico Mollo             | Giordano Cottur          |
| 1941–1945: A Második világháború miatt elmaradt |      |                              |                          |                          |
| 29.                                             | 1946 | Gino Bartali (3)             | Fausto Coppi             | Vito Ortelli             |
| 30.                                             | 1947 | Fausto Coppi (2)             | Gino Bartali             | Giulio Bresci            |
| 31.                                             | 1948 | Fiorenzo Magni               | Ezio Cecchi              | Giordano Cottur          |
| 32.                                             | 1949 | Fausto Coppi (3)             | Gino Bartali             | Giordano Cottur          |
| 33.                                             | 1950 | Hugo Koblet                  | Gino Bartali             | Alfredo Martini          |
| 34.                                             | 1951 | Fiorenzo Magni (2)           | Rik Van Steenbergen      | Ferdinand Kübler         |
| 35.                                             | 1952 | Fausto Coppi (4)             | Fiorenzo Magni           | Ferdinand Kübler         |
| 36.                                             | 1953 | Fausto Coppi (5)             | Hugo Koblet              | Pasquale Fornara         |
| 37.                                             | 1954 | Carlo Clerici                | Hugo Koblet              | Nino Assirelli           |
| 38.                                             | 1955 | Fiorenzo Magni (3)           | Fausto Coppi             | Gastone Nencini          |
| 39.                                             | 1956 | Charly Gaul                  | Fiorenzo Magni           | Agostino Coletto         |
| 40.                                             | 1957 | Gastone Nencini              | Louison Bobet            | Ercole Baldini           |
| 41.                                             | 1958 | Ercole Baldini               | Jean Brankart            | Charly Gaul              |
| 42.                                             | 1959 | Charly Gaul (2)              | Jacques Anquetil         | Diego Ronchini           |
| 43.                                             | 1960 | Jacques Anquetil             | Gastone Nencini          | Charly Gaul              |
| 44.                                             | 1961 | Arnaldo Pambianco            | Jacques Anquetil         | Antonio Suárez           |
| 45.                                             | 1962 | Franco Balmamion             | Imerio Massignan         | Nino Defilippis          |
| 46.                                             | 1963 | Franco Balmamion (2)         | Vittorio Adorni          | Giorgio Zancanaro        |
| 47.                                             | 1964 | Jacques Anquetil (2)         | Italo Zilioli            | Guido De Rosso           |
| 48.                                             | 1965 | Vittorio Adorni              | Italo Zilioli            | Felice Gimondi           |
| 49.                                             | 1966 | Gianni Motta                 | Italo Zilioli            | Jacques Anquetil         |
| 50.                                             | 1967 | Felice Gimondi               | Franco Balmamion         | Jacques Anquetil         |
| 51.                                             | 1968 | Eddy Merckx                  | Vittorio Adorni          | Felice Gimondi           |
| 52.                                             | 1969 | Felice Gimondi (2)           | Claudio Michelotto       | Italo Zilioli            |
| 53.                                             | 1970 | Eddy Merckx (2)              | Felice Gimondi           | Martin Van Den Bossche   |
| 54.                                             | 1971 | Gösta Pettersson             | Herman Van Springel      | Ugo Colombo              |
| 55.                                             | 1972 | Eddy Merckx (3)              | José Manuel Fuente       | Francisco Galdós         |
| 56.                                             | 1973 | Eddy Merckx (4)              | Felice Gimondi           | Giovanni Battaglin       |
| 57.                                             | 1974 | Eddy Merckx (5)              | Gianbattista Baronchelli | Felice Gimondi           |
| 58.                                             | 1975 | Fausto Bertoglio             | Francisco Galdós         | Felice Gimondi           |
| 59.                                             | 1976 | Felice Gimondi (3)           | Johan De Muynck          | Fausto Bertoglio         |
| 60.                                             | 1977 | Michel Pollentier            | Francesco Moser          | Gianbattista Baronchelli |
| 61.                                             | 1978 | Johan De Muynck              | Gianbattista Baronchelli | Francesco Moser          |
| 62.                                             | 1979 | Giuseppe Saronni             | Francesco Moser          | Bernt Johansson          |
| 63.                                             | 1980 | Bernard Hinault              | Wladimiro Panizza        | Giovanni Battaglin       |
| 64.                                             | 1981 | Giovanni Battaglin           | Tommy Prim               | Giuseppe Saronni         |
| 65.                                             | 1982 | Bernard Hinault (2)          | Tommy Prim               | Silvano Contini          |
| 66.                                             | 1983 | Giuseppe Saronni (2)         | Roberto Visentini        | Alberto Fernández        |
| 67.                                             | 1984 | Francesco Moser              | Laurent Fignon           | Moreno Argentin          |
| 68.                                             | 1985 | Bernard Hinault (3)          | Francesco Moser          | Greg LeMond              |
| 69.                                             | 1986 | Roberto Visentini            | Giuseppe Saronni         | Francesco Moser          |
| 70.                                             | 1987 | Stephen Roche                | Robert Millar            | Erik Breukink            |
| 71.                                             | 1988 | Andrew Hampsten              | Erik Breukink            | Urs Zimmermann           |
| 72.                                             | 1989 | Laurent Fignon               | Flavio Giupponi          | Andrew Hampsten          |
| 73.                                             | 1990 | Gianni Bugno                 | Charly Mottet            | Marco Giovannetti        |
| 74.                                             | 1991 | Franco Chioccioli            | Claudio Chiappucci       | Massimiliano Lelli       |
| 75.                                             | 1992 | Miguel Induráin              | Claudio Chiappucci       | Franco Chioccioli        |
| 76.                                             | 1993 | Miguel Induráin (2)          | Piotr Ugrumov            | Claudio Chiappucci       |
| 77.                                             | 1994 | Jevgenyij Berzin             | Marco Pantani            | Miguel Induráin          |
| 78.                                             | 1995 | Tony Rominger                | Jevgenyij Berzin         | Piotr Ugrumov            |
| 79.                                             | 1996 | Pavel Tonkov                 | Enrico Zaina             | Abraham Olano            |
| 80.                                             | 1997 | Ivan Gotti                   | Pavel Tonkov             | Giuseppe Guerini         |
| 81.                                             | 1998 | Marco Pantani                | Pavel Tonkov             | Giuseppe Guerini         |
| 82.                                             | 1999 | Ivan Gotti (2)               | Paolo Savoldelli         | Gilberto Simoni          |
| 83.                                             | 2000 | Stefano Garzelli             | Francesco Casagrande     | Gilberto Simoni          |
| 84.                                             | 2001 | Gilberto Simoni              | Abraham Olano            | Unai Osa                 |
| 85.                                             | 2002 | Paolo Savoldelli             | Tyler Hamilton           | Pietro Caucchioli        |
| 86.                                             | 2003 | Gilberto Simoni (2)          | Stefano Garzelli         | Jaroszlav Popovics       |
| 87.                                             | 2004 | Damiano Cunego               | Szerhij Honcsar          | Gilberto Simoni          |
| 88.                                             | 2005 | Paolo Savoldelli (2)         | Gilberto Simoni          | José Rujano Guillen      |
| 89.                                             | 2006 | Ivan Basso                   | José Enrique Gutiérrez   | Gilberto Simoni          |
| 90.                                             | 2007 | Danilo Di Luca               | Andy Schleck             | Eddy Mazzoleni           |
| 91.                                             | 2008 | Alberto Contador             | Riccardo Riccò           | Marzio Bruseghin         |
| 92.                                             | 2009 | Gyenyisz Menysov             | Carlos Sastre            | Ivan Basso               |
| 93.                                             | 2010 | Ivan Basso (2)               | David Arroyo             | Vincenzo Nibali          |
| 94.                                             | 2011 | Michele Scarponi             | Vincenzo Nibali          | John Gadret              |
| 95.                                             | 2012 | Ryder Hesjedal               | Joaquim Rodríguez        | Thomas De Gendt          |
| 96.                                             | 2013 | Vincenzo Nibali              | Rigoberto Urán           | Cadel Evans              |
| 97.                                             | 2014 | Nairo Quintana               | Rigoberto Urán           | Fabio Aru                |
| 98.                                             | 2015 | Alberto Contador (2)         | Fabio Aru                | Mikel Landa              |
| 99.                                             | 2016 | Vincenzo Nibali              | Esteban Chaves           | Alejandro Valverde       |
| 100.                                            | 2017 | Tom Dumoulin                 | Nairo Quintana           | Vincenzo Nibali          |
| 101.                                            | 2018 | Chris Froome                 | Tom Dumoulin             | Miguel Ángel López       |
| 102.                                            | 2019 | Richard Carapaz              | Vincenzo Nibali          | Primož Roglič            |
| 103.                                            | 2020 | Tao Geoghegan Hart           | Jai Hindley              | Wilco Kelderman          |
| 104.                                            | 2021 | Egan Bernal                  | Damiano Caruso           | Simon Yates              |
| 105.                                            | 2022 | Jai Hindley                  | Richard Carapaz          | Mikel Landa              |
| 106.                                            | 2023 | Primož Roglič                | Geraint Thomas           | Joao Pedro Almeida       |

## Különdíjak
Az összetett versenyen kívül több, külön pontrendszerrel bíró küzdelmek is léteznek a Giro d’Italián belül. A legfontosabbak, melyekért külön megkülönböztető trikó jár a nyertesnek: Pontverseny, hegyi pontverseny továbbá Fiatalok versenye. 
| Jelölés                                              |
| ---------------------------------------------------- |
| Összetett győzelem + 2 (vagy több) megszerzett trikó |
| Összetett győzelem + 1 megszerzett trikó             |

 Összetett verseny (maglia rosa)
- Az összetettben vezető versenyző viseli, először 1931-ben viselték, színét a támogató sportlapról kapta.

 Pontverseny (maglia ciclamino)
- A pontversenyben vezető versenyző viseli, 1966-ban vezették be. Pontokat a szakaszok közben a sprinthajrákban és a szakaszok befutóiban lehet gyűjteni. Pontazonosság esetén az összetettben elért helyezés dönt.[5] Két szín dominál a pontverseny mezeinél: Ciklámen (1969-2009 között, 2017 óta) és Piros (1967, 1968, 2010-2016 között).

 Hegyi összetett (maglia azzurra)
- A hegyi összetettben vezető versenyző viseli, 1933-tól jutalmazzák a hegyek királyát. A trikó a Banca Mediolanum színét viseli, akik 2012 óta szponzorálják a hegyek királyát. A hegyi hajrákban megszerzett pontok alapján állapítják meg a sorrendet, azonos pontszám esetén az összetettben elért helyezés dönt.[6] Két szín dominált a hegyi összetett verseny trikókinál: Kék (2012 óta) és Zöld (1974-2011 között), 1974-ig nem volt megkülönböztető trikó a hegyi pontverseny vezetőjének.

 Fiatalok összetett versenye (maglia bianca)
- A legjobb 25 év alatti versenyző viseli, eredetileg már 1976-ban bevezették, de 1995 és 2006 között a trikót nem osztották ki, ettől függetlenül az eredményeket rögzítették.

Csapatverseny (classifica a squadre)
- A csapatversenyben élen álló csapaté. A csapatversenyben mindig a csapat első három versenyzőjének idejét veszik alapul, így alakul ki az eredmény.

| Év                                              | Összetett győztes       | Pontverseny                | Hegyi összetett               | Fiatalok összetett versenye | Csapatverseny                 |
| ----------------------------------------------- | ----------------------- | -------------------------- | ----------------------------- | --------------------------- | ----------------------------- |
| 1909                                            | Luigi Ganna             | —                          | —                             | —                           | Atala                         |
| 1910                                            | Carlo Galetti           | —                          | —                             | —                           | Atala                         |
| 1911                                            | Carlo Galetti (2)       | —                          | —                             | —                           | Bianchi                       |
| 1912                                            | —                       | —                          | —                             | —                           | Atala                         |
| 1913                                            | Carlo Oriani            | —                          | —                             | —                           | Maino                         |
| 1914                                            | Alfonso Calzolari       | —                          | —                             | —                           | Stucchi                       |
| 1915–1918: Az Első világháború miatt elmaradt   |                         |                            |                               |                             |                               |
| 1919                                            | Costante Girardengo     | —                          | —                             | —                           | Stucchi                       |
| 1920                                            | Gaetano Belloni         | —                          | —                             | —                           | Bianchi                       |
| 1921                                            | Giovanni Brunero        | —                          | —                             | —                           | Bianchi                       |
| 1922                                            | Giovanni Brunero (2)    | —                          | —                             | —                           | Legnano                       |
| 1923                                            | Costante Girardengo (2) | —                          | —                             | —                           | Legnano                       |
| 1924                                            | Giuseppe Enrici         | —                          | —                             | —                           | —                             |
| 1925                                            | Alfredo Binda           | —                          | —                             | —                           | Legnano                       |
| 1926                                            | Giovanni Brunero (3)    | —                          | —                             | —                           | Legnano                       |
| 1927                                            | Alfredo Binda (2)       | —                          | —                             | —                           | Legnano                       |
| 1928                                            | Alfredo Binda (3)       | —                          | —                             | —                           | Legnano                       |
| 1929                                            | Alfredo Binda (4)       | —                          | —                             | —                           | Legnano                       |
| 1930                                            | Luigi Marchisio         | —                          | —                             | —                           | Bianchi                       |
| 1931                                            | Francesco Camusso       | —                          | —                             | —                           | Legnano                       |
| 1932                                            | Antonio Pesenti         | —                          | —                             | —                           | Legnano                       |
| 1933                                            | Alfredo Binda (5)       | —                          | Alfredo Binda                 | —                           | Legnano                       |
| 1934                                            | Learco Guerra           | —                          | Remo Bertoni                  | —                           | Gloria                        |
| 1935                                            | Vasco Bergamaschi       | —                          | Gino Bartali                  | —                           | Frejus                        |
| 1936                                            | Gino Bartali            | —                          | Gino Bartali (2)              | —                           | Legnano                       |
| 1937                                            | Gino Bartali (2)        | —                          | Gino Bartali (3)              | —                           | Frejus                        |
| 1938                                            | Giovanni Valetti        | —                          | Giovanni Valetti              | —                           | Gloria-Ambrosiana             |
| 1939                                            | Giovanni Valetti (2)    | —                          | Gino Bartali (4)              | —                           | Fréjus                        |
| 1940                                            | Fausto Coppi            | —                          | Gino Bartali (5)              | —                           | Gloria                        |
| 1941–1945: A Második világháború miatt elmaradt |                         |                            |                               |                             |                               |
| 1946                                            | Gino Bartali (3)        | —                          | Gino Bartali (6)              | —                           | Benotto                       |
| 1947                                            | Fausto Coppi (2)        | —                          | Gino Bartali (7)              | —                           | Welter                        |
| 1948                                            | Fiorenzo Magni          | —                          | Fausto Coppi                  | —                           | Wilier-Triestina              |
| 1949                                            | Fausto Coppi (3)        | —                          | Fausto Coppi (2)              | —                           | Wilier-Triestina              |
| 1950                                            | Hugo Koblet             | —                          | Hugo Koblet                   | —                           | Frejus                        |
| 1951                                            | Fiorenzo Magni (2)      | —                          | Louis Bobet                   | —                           | Taurea                        |
| 1952                                            | Fausto Coppi (4)        | —                          | Raphaël Géminiani             | —                           | Bianchi                       |
| 1953                                            | Fausto Coppi (5)        | —                          | Pasquale Fornara              | —                           | Ganna Ursus                   |
| 1954                                            | Carlo Clerici           | —                          | Fausto Coppi (3)              | —                           | Girardengo                    |
| 1955                                            | Fiorenzo Magni (3)      | —                          | Gastone Nencini               | —                           | Atala-Pirelli                 |
| 1956                                            | Charly Gaul             | —                          | Charly Gaul                   | —                           | Atala-Pirelli                 |
| 1957                                            | Gastone Nencini         | —                          | Raphaël Géminiani (2)         | —                           | Legnano                       |
| 1958                                            | Ercole Baldini          | —                          | Jean Brankart                 | —                           | Carpano                       |
| 1959                                            | Charly Gaul (2)         | —                          | Charly Gaul (2)               | —                           | Atala-Pirelli                 |
| 1960                                            | Jacques Anquetil        | —                          | Rik Van Looy                  | —                           | Ignis                         |
| 1961                                            | Arnaldo Pambianco       | —                          | Vito Taccone                  | —                           | Faema                         |
| 1962                                            | Franco Balmamion        | —                          | Angelino Soler                | —                           | Faema-Flandria                |
| 1963                                            | Franco Balmamion (2)    | —                          | Vito Taccone (2)              | —                           | Carpano                       |
| 1964                                            | Jacques Anquetil (2)    | —                          | Franco Bitossi                | —                           | Saint-Raphaël–Gitane–Dunlop   |
| 1965                                            | Vittorio Adorni         | —                          | Franco Bitossi (2)            | —                           | Salvarani                     |
| 1966                                            | Gianni Motta            | Gianni Motta               | Franco Bitossi (3)            | —                           | Molteni                       |
| 1967                                            | Felice Gimondi          | Dino Zandegù               | Aurelio González              | —                           | Kas–Kaskol                    |
| 1968                                            | Eddy Merckx             | Eddy Merckx                | Eddy Merckx                   | —                           | Faema                         |
| 1969                                            | Felice Gimondi (2)      | Franco Bitossi             | Claudio Michelotto            | —                           | Molteni                       |
| 1970                                            | Eddy Merckx (2)         | Franco Bitossi (2)         | Martin Van Den Bossche        | —                           | Faemino                       |
| 1971                                            | Gösta Pettersson        | Marino Basso               | José Manuel Fuente            | —                           | Molteni                       |
| 1972                                            | Eddy Merckx (3)         | Roger De Vlaeminck         | José Manuel Fuente (2)        | —                           | Molteni                       |
| 1973                                            | Eddy Merckx (4)         | Eddy Merckx (2)            | José Manuel Fuente (3)        | —                           | Molteni                       |
| 1974                                            | Eddy Merckx (5)         | Roger De Vlaeminck (2)     | José Manuel Fuente (4)        | —                           | Kas–Kaskol                    |
| 1975                                            | Fausto Bertoglio        | Roger De Vlaeminck (3)     | Francisco Galdós Andrés Oliva | —                           | Brooklyn                      |
| 1976                                            | Felice Gimondi (3)      | Francesco Moser            | Andrés Oliva (2)              | Alfio Vandi                 | Brooklyn                      |
| 1977                                            | Michel Pollentier       | Francesco Moser (2)        | Faustino Fernández Ovies      | Mario Beccia                | Latina Assicurazioni-Flandria |
| 1978                                            | Johan De Muynck         | Francesco Moser (3)        | Ueli Sutter                   | Roberto Visentini           | Bianchi-Faema                 |
| 1979                                            | Giuseppe Saronni        | Giuseppe Saronni           | Claudio Bortolotto            | Silvano Contini             | Scic-Bottecchia               |
| 1980                                            | Bernard Hinault         | Giuseppe Saronni (2)       | Claudio Bortolotto (2)        | Tommy Prim                  | Bianchi-Piaggio               |
| 1981                                            | Giovanni Battaglin      | Giuseppe Saronni (3)       | Claudio Bortolotto (3)        | Giuseppe Faraca             | Bianchi-Piaggio               |
| 1982                                            | Bernard Hinault (2)     | Francesco Moser (4)        | Lucien Van Impe               | Marco Groppo                | Bianchi-Piaggio               |
| 1983                                            | Giuseppe Saronni (2)    | Giuseppe Saronni (4)       | Lucien Van Impe (2)           | Franco Chioccioli           | Gemeaz Cusin                  |
| 1984                                            | Francesco Moser         | Urs Freuler                | Laurent Fignon                | Charly Mottet               | Renault-Elf                   |
| 1985                                            | Bernard Hinault (3)     | Johan van der Velde        | José Luis Navarro             | Alberto Volpi               | Alpilatte-Olmo-Cierre         |
| 1986                                            | Roberto Visentini       | Guido Bontempi             | Pedro Muñoz                   | Marco Giovannetti           | Supermercati Brianzoli        |
| 1987                                            | Stephen Roche           | Johan van der Velde (2)    | Robert Millar                 | Roberto Conti               | Panasonic                     |
| 1988                                            | Andrew Hampsten         | Johan van der Velde (3)    | Andrew Hampsten               | Stefano Tomasini            | Carrera-Vagabond              |
| 1989                                            | Laurent Fignon          | Giovanni Fidanza           | Luis Herrera                  | Vlagyimir Poulnikov         | Fagor-MBK                     |
| 1990                                            | Gianni Bugno            | Gianni Bugno               | Claudio Chiappucci            | Vlagyimir Poulnikov         | ONCE                          |
| 1991                                            | Franco Chioccioli       | Claudio Chiappucci         | Iñaki Gastón Crespo           | Massimiliano Lelli          | Carrera Jeans–Tassoni         |
| 1992                                            | Miguel Indurain         | Mario Cipollini            | Claudio Chiappucci (2)        | Pavel Tonkov                | GB–MG Maglificio              |
| 1993                                            | Miguel Indurain (2)     | Adriano Baffi              | Claudio Chiappucci (3)        | Pavel Tonkov (2)            | Lampre–Polti                  |
| 1994                                            | Jevgenyij Berzin        | Dschamolidin Abduschaparov | Pascal Richard                | Jevgenyij Berzin            | Carrera Jeans–Tassoni         |
| 1995                                            | Tony Rominger           | Tony Rominger              | Mariano Piccoli               | nem osztották ki            | Gewiss–Ballan                 |
| 1996                                            | Pavel Tonkov            | Fabrizio Guidi             | Mariano Piccoli (2)           | nem osztották ki            | Carrera Jeans–Tassoni         |
| 1997                                            | Ivan Gotti              | Mario Cipollini            | José Jaime González           | nem osztották ki            | Kelme–Costa Blanca            |
| 1998                                            | Marco Pantani           | Mariano Piccoli            | Marco Pantani                 | nem osztották ki            | Mapei-Bricobi                 |
| 1999                                            | Ivan Gotti (2)          | Laurent Jalabert           | José Jaime González (2)       | nem osztották ki            | Vitalicio Seguros             |
| 2000                                            | Stefano Garzelli        | Dmitri Konyschew           | Francesco Casagrande          | nem osztották ki            | Mapei-Quick Step              |
| 2001                                            | Gilberto Simoni         | Massimo Strazzer           | Fredy González Martínez       | nem osztották ki            | Alessio                       |
| 2002                                            | Paolo Savoldelli        | Mario Cipollini (3)        | Julio Pérez Cuapio            | nem osztották ki            | Alessio                       |
| 2003                                            | Gilberto Simoni         | Gilberto Simoni            | Fredy González Martínez (2)   | nem osztották ki            | Lampre                        |
| 2004                                            | Damiano Cunego          | Alessandro Petacchi        | Fabian Wegmann                | nem osztották ki            | Saeco                         |
| 2005                                            | Paolo Savoldelli (2)    | Paolo Bettini              | José Rujano Guillen           | nem osztották ki            | Liquigas-Bianchi              |
| 2006                                            | Ivan Basso              | Paolo Bettini (2)          | Juan Manuel Gárate            | nem osztották ki            | Phonak                        |
| 2007                                            | Danilo Di Luca          | Danilo Di Luca             | Leonardo Piepoli              | Andy Schleck                | Saunier Duval-Prodir          |
| 2008                                            | Alberto Contador        | Daniele Bennati            | Emanuele Sella                | Riccardo Riccò              | CSF Group-Navigare            |
| 2009                                            | Gyenyisz Menysov        | Gyenyisz Menysov           | Stefano Garzelli              | Kevin Seeldraeyers          | Astana                        |
| 2010                                            | Ivan Basso (2)          | Cadel Evans                | Matthew Lloyd                 | Richie Porte                | Liquigas-Doimo                |
| 2011                                            | Michele Scarponi        | Michele Scarponi           | Stefano Garzelli (2)          | Roman Kreuziger             | Pro Team Astana               |
| 2012                                            | Ryder Hesjedal          | Joaquim Rodríguez          | Matteo Rabottini              | Rigoberto Urán              | Lampre-ISD                    |
| 2013                                            | Vincenzo Nibali         | Mark Cavendish             | Stefano Pirazzi               | Carlos Betancur             | Team Sky                      |
| 2014                                            | Nairo Quintana          | Nacer Bouhanni             | Julián Arredondo              | Nairo Quintana              | Ag2r–La Mondiale              |
| 2015                                            | Alberto Contador (2)    | Giacomo Nizzolo            | Giovanni Visconti             | Fabio Aru                   | Astana                        |
| 2016                                            | Vincenzo Nibali (2)     | Giacomo Nizzolo (2)        | Mikel Nieve                   | Bob Jungels                 | Astana Pro Team               |
| 2017                                            | Tom Dumoulin            | Fernando Gaviria           | Mikel Landa                   | Bob Jungels (2)             | Movistar Team                 |
| 2018                                            | Chris Froome            | Elia Viviani               | Chris Froome                  | Miguel Ángel López          | Team Sky                      |
| 2019                                            | Richard Carapaz         | Pascal Ackermann           | Giulio Ciccone                | Miguel Ángel López (2)      | Movistar Team                 |
| 2020                                            | Tao Geoghegan Hart      | Arnaud Démare              | Ruben Guerreiro               | Tao Geoghegan Hart          | Team Ineos                    |
| 2021                                            | Egan Bernal             | Peter Sagan                | Geoffrey Bouchard             | Egan Bernal                 | Ineos Grenadiers              |
| 2022                                            | Jai Hindley             | Arnaud Démare              | Koen Bouwman                  | Juan Pedro López            | Team Bahrain Victorious       |

### Megszűnt különdíjak
| Év   | Kombinációs pontverseny | Intergiro                  |
| ---- | ----------------------- | -------------------------- |
| 1973 | Eddy Merckx             | —                          |
| 1974 | nem osztották ki        | —                          |
| 1975 | nem osztották ki        | —                          |
| 1976 | Francesco Moser         | —                          |
| 1977 | Wilmo Francioni         | —                          |
| 1978 | Giuseppe Saronni        | —                          |
| 1979 | nem osztották ki        | —                          |
| 1980 | Bernard Hinault         | —                          |
| 1981 | nem osztották ki        | —                          |
| 1982 | nem osztották ki        | —                          |
| 1983 | nem osztották ki        | —                          |
| 1984 | nem osztották ki        | —                          |
| 1985 | Urs Freuler             | —                          |
| 1986 | Guido Bontempi          | —                          |
| 1987 | Stephen Roche           | —                          |
| 1988 | Andrew Hampsten         | —                          |
| 1989 | nem osztották ki        | Jure Pavlič                |
| 1990 | nem osztották ki        | Phil Anderson              |
| 1991 | nem osztották ki        | Alberto Leanizbarrutia     |
| 1992 | nem osztották ki        | Miguel Indurain            |
| 1993 | nem osztották ki        | Ján Svorada                |
| 1994 | nem osztották ki        | Dschamolidin Abduschaparov |
| 1995 | nem osztották ki        | Tony Rominger              |
| 1996 | nem osztották ki        | Fabrizio Guidi             |
| 1997 | nem osztották ki        | Dmitri Konyschew           |
| 1998 | nem osztották ki        | Gian Matteo Fagnini        |
| 1999 | nem osztották ki        | Fabrizio Guidi (2)         |
| 2000 | nem osztották ki        | Fabrizio Guidi (3)         |
| 2001 | Gilberto Simoni         | Massimo Strazzer           |
| 2002 | nem osztották ki        | Massimo Strazzer (2)       |
| 2003 | nem osztották ki        | Magnus Bäckstedt           |
| 2004 | nem osztották ki        | Raffaele Illiano           |
| 2005 | nem osztották ki        | Stefano Zanini             |
| 2006 | Paolo Savoldelli        | —                          |

| Év   | Utolsó versenyző     |
| ---- | -------------------- |
| 1946 | Luigi Malabrocca     |
| 1947 | Luigi Malabrocca (2) |
| 1948 | Aldo Bini            |
| 1949 | Sante Carollo        |
| 1950 | Mario Gestri         |
| 1951 | Giovanni Pinarello   |